# Këppenhaff
Këppenhaff  (localement, en luxembourgeois : Köppenhaff) est une localité de la commune luxembourgeoise de Tandel située dans le canton de Vianden.